# Edsilia Rombley
Edsilia Rombley (Amsterdam, 13 de febrer de 1978) és una cantant neerlandesa. És coneguda sobretot per la seva participació en el programa Soundmixshow i en el Festival de la Cançó d'Eurovisió.
Va representar els Països Baixos dues vegades al Festival de la Cançó d'Eurovisió. El 1998 va cantar la cançó Hemel en Aarde ('Cel i Terra') i va acabar en quart lloc. El 2007, no va arribar a la final amb la cançó On Top of the World. Va ser una dels presentadors del Festival de la Cançó d'Eurovisió 2021 a Rotterdam.
Rombley està casada i té dues filles. Va anomenar la seva primera filla Imaani, igual que la cantant que va representar el Regne Unit al Festival de la Cançó d'Eurovisió 1998.